# دیبکلو (چاراویماق)
دیبکلو یکی از روستاهای استان آذربایجان شرقی است که در دهستان چاراویماق جنوب غربی بخش مرکزی شهرستان چاراویماق واقع شده‌است.این روستا ۳۵ نفر جمعیت دارد.